# Claudio Gentile
Claudio Gentile (pronunție în italiană [ˈklaudjo dʒenˈtile]; n. 27 septembrie 1953, Tripoli, Libia) este un fotbalist italian care a activat în anii '70 și '80, câștigând CM 1982, șase titluri naționale și două europene. Fotbalist dur, în ciuda numelui de „gentil”, a fost o singură dată eliminat pentru cumulul de cartonașe galbene, celelalte eliminări din carieră venind direct.

## Titluri

### Club
- Cupa UEFA: 1976–77
- Cupa Cupelor UEFA: 1983–84
- Serie A: 1974–75, 1976–77, 1977–78, 1980–81, 1981–82, 1983–84
- Coppa Italia: 1978–79, 1982–83

Națională
Italia
- Campionatul Mondial de Fotbal: 1982